# Valentin Lwowitsch Bianchi

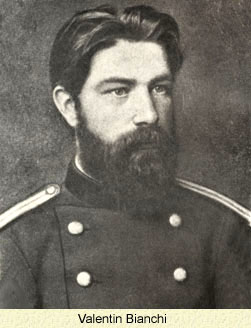
Valentin Lwowitsch Bianchi

Valentin Lwowitsch Bianchi (russisch Валентин Львович Бианки; * 18. Februarjul. / 2. März 1857greg. in Moskau; † 10. Januar 1920 in Petrograd) war ein russischer Zoologe.

## Leben
Bianchis tessiner Großmutter war Primadonna am St. Petersburger Mariinski-Theater. Bianchis deutscher Großvater war ein Opernsänger, der vor einer Italientournee auf Wunsch seines Impresarios seinen Namen Weiß in Bianchi änderte.
Bianchi interessierte sich von Jugend an für die Naturkunde. Er besuchte 1868–1878 das Gurewitsch-Gymnasium in St. Petersburg und legte in den Ferien zoologische und botanische Sammlungen an. Er studierte dann dort an der Medizinisch-Chirurgischen Akademie, die 1881 die Militärmedizinische Akademie wurde. 1883 verließ er die Akademie als Arzt. Darauf arbeitete er als Assistenzarzt in der Klinik für innere Medizin und als Bereitschaftsarzt im Maria-Geburtshilfeheim. Im Januar 1885 bekam er die Stelle des Semstwo-Arztes im Ujesd Stariza, die er bereits im September 1885 aufgab, um auf Vorschlag Eduard Brandts Assistent am Lehrstuhl für Zoologie und vergleichende Anatomie der Medizinischen Akademie zu werden.
Im April 1887 wurde Bianchi wissenschaftlicher Kustos in der entomologischen Abteilung des Zoologischen Museums Sankt Petersburg. Er beschäftigte sich hauptsächlich mit Schmetterlingen und Käfern. Bei den Wirbeltieren standen die Systematik und die Biologie der Vögel im Mittelpunkt. 1896 wurde er von der physikalisch-mathematischen Abteilung der Kaiserlichen Akademie der Wissenschaften zum Seniorzoologen gewählt und leitete nun die ornithologische Abteilung des Zoologischen Museums als Nachfolger Theodor Pleskes.

Insel Bianki

1900 wurde Bianchi zum wissenschaftlichen Sekretär der Russischen Polarexpedition gewählt. 1908 war er auf Einladung Pjotr Juljewitsch Schmidts mit der zoologischen Abteilung der Expedition Fjodor Pawlowitsch Rjabuschinskis auf Kamtschatka. Er untersuchte die Vogelwelt in der Umgebung von Petropawlowsk-Kamtschatski, im Tal der Kamtschatka zwischen Ust-Kamtschatsk und Kosyrewsk und am Kljutschewskoi-Vulkan. 1911 erhielt er die kleine Goldmedaille der Russischen Geographischen Gesellschaft.
Bianchi war verheiratet mit Clara Emma Matilda geborene Blank, mit der er eine Tochter und vier Söhne hatte. Sein jüngster Sohn war der Schriftsteller Witali Walentinowitsch Bianki, dessen Sohn Witali Witaljewitsch Bianki Ornithologe wurde.
Bianchi starb an einer Lungenentzündung und wurde auf dem St. Petersburger Schuwalowskoje-Friedhof begraben.
Nach Bianchi wurden die Art Bianchilaubsänger (Phylloscopus valentini) der Familie Laubsängerartige (Phylloscopidae), die zuerst von Ernst Hartert beschrieben wurde, und die Insel Bianki im östlichen Nordenskiöld-Archipel der Karasee benannt.